# إعلان برلين (1945)

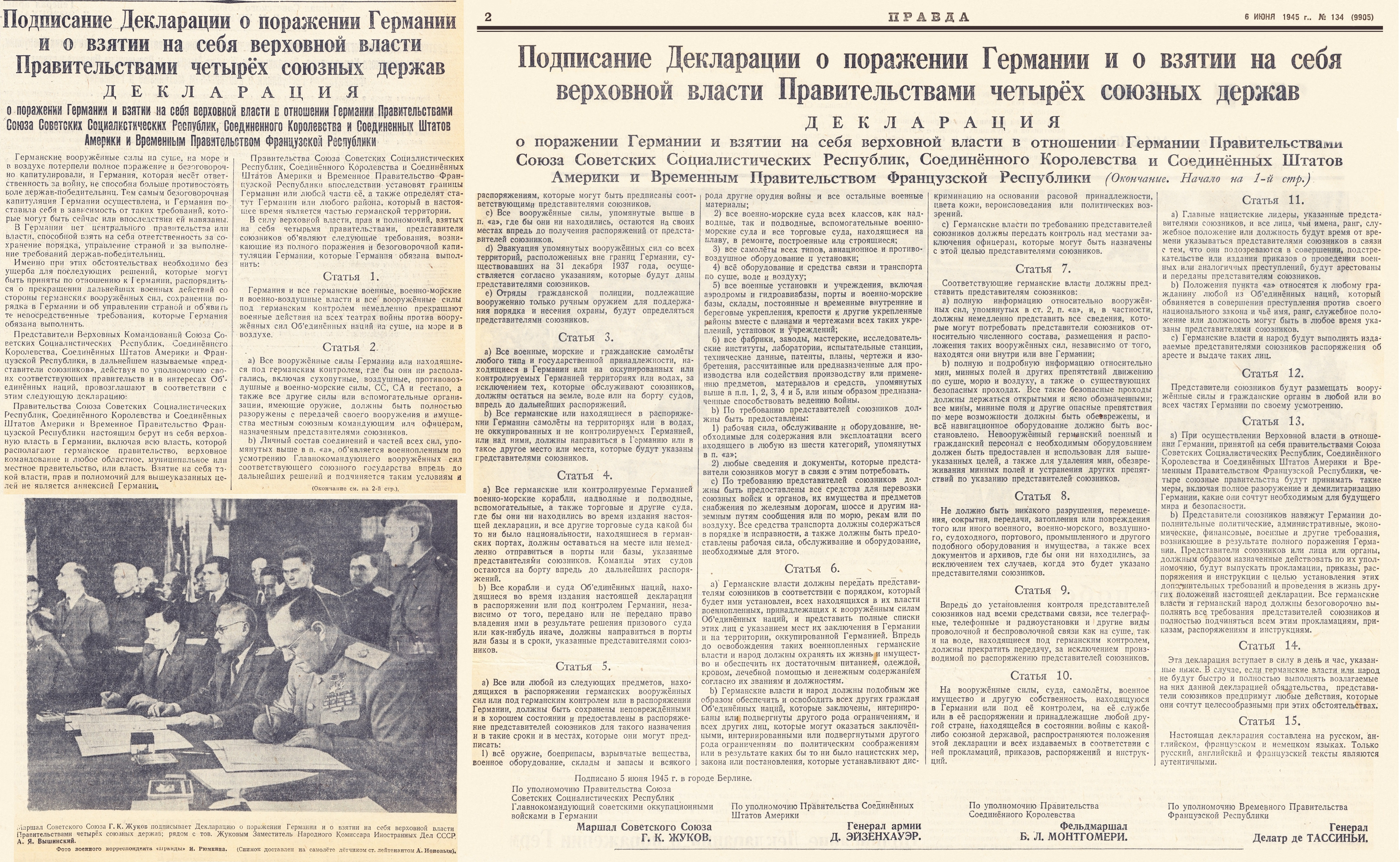

من إعلان برلين ((بالألمانية: Berliner Erklärung/Deklaration)‏ في 5 يونيو 1945،  الحكومات الأربع للولايات المتحدة، الاتحاد السوفيتي، المملكة المتحدة وفرنسا، بالنيابة عن حلفاء الحرب العالمية الثانية، تولت بشكل مشترك ل«السلطة العليا» على الأراضي الألمانية وأكدت شرعية تصميمهم المشترك على القضايا المتعلقة بإدارته وحدوده، قبل مؤتمر بوتسدام المقبل.

## خلفية
صك الاستسلام الألماني الصادر في 8 مايو 1945 لم ينص إلا على الاستسلام العسكري للقوات المسلحة الألمانية، والموقعون الألمان يمثلون القيادة العليا الألمانية؛ وبالتالي ظلت الأحكام المدنية الكاملة للاستسلام غير المشروط للدولة الألمانية دون أساس رسمي واضح. وافق الحلفاء بالفعل من خلال اللجنة الاستشارية الأوروبية على نص شامل للاستسلام غير المشروط، يُقصد استخدامه في الظروف المحتملة للسلطة النازية التي يتم الإطاحة بها داخل ألمانيا إما من قبل السلطات العسكرية أو المدنية؛ تشكيل حكومة ما بعد النازية في ألمانيا والسعي إلى الهدنة. في هذا الحدث، بقيت القوة النازية حتى النهاية، مات أدولف هتلر في أنقاض برلين في 30 أبريل 1945؛ ومزاعم كارل دونيتز، خليفته، بتشكيل حكومة مدنية في فلنسبورغ غير مقبولة للحلفاء. لذا فإن نص الاستسلام المتفق عليه سابقًا، والذي أعيد صياغته كإعلان وبديباجة توضيحية، تم اعتماده من جانب واحد من قبل قوى الحلفاء الأربعة كـ «إعلان بخصوص هزيمة ألمانيا» في 5 يونيو 1945. هذا يوضح موقف الحلفاء من أنه في أعقاب الانتهاكات الإجرامية الصارخة للنازية، وفي ظروف الهزيمة الكاملة، لم تعد ألمانيا الآن تملك حكومة أو إدارة مركزية، وأن السلطة المدنية التي تم إخلاؤها في ألمانيا قد تم اعتبارها سيادة مشتركة  للقوى الأربع الممثلة للحلفاء نيابة عن الحكومات المتحالفة عمومًا سلطة تشكلت فيما بعد في مجلس مراقبة الحلفاء.